# 李·巴納特
李·巴納特（英語：Lee Barnard；1984年7月18日—）是一位英格蘭足球運動員，在場上的位置是前鋒。他現在效力於英格蘭足球乙級聯賽球隊紹森德足球俱樂部。

## 外部連結
- 足球数据库：李·巴納特的球员统计数据